# Тауфік аль-Хакім
Тауфі́к аль-Хакі́м (араб. توفيق الحكيم, англ. Tawfiq(k) el-Hakim; *9 жовтня 1898, Александрія — 26 липня 1987) — єгипетський драматург і письменник, один і зачинателів драматургії в сучасній єгипетській літературі. Заслугою літератора є, в першу чергу, здійснення адаптації традиційного сучасного суспільства Єгипту з його архаїчними відносинами у формі творів, що не поступаються тогочасним європейським літературним зразкам.

## Біографія
Тауфік аль-Хакім народився 9 жовтня 1898 року в Александрії в родині заможного судді.
1924 року він закінчив юридичний факультет Каїрського університету.
Освіту Тауфік завдяки старанням батька і власним здібностям продовжив у престижній Сорбонні (1924—27 рр.). Під час перебування в Парижі аль-Хакім чимало зусиль віддав вивченню європейської літератури та мистецтва.
По поверненню на батьківщину протягом декількох років працював помічником прокурора в суді в рідній Александрії, потім слідчим у невеликому провінційному місті. Саме багатий досвід у судових справах допоміг аль-Хакіму у створенні багатьох оповідань, п'єс і романів, коли він вирішив присятити себе неподільно літературному процесові.
Тауфік аль-Хакім був членом Академії арабської мови в Каїрі та виконкому Спілки письменників Єгипту.
Творчість літератора було відмічено найвищими національними та міжнародними нагородами і преміями. Він помер 26 липня 1987 року.

## З творчості і значення
Тауфік аль-Хакім — автор шести романів і повістей, збірників оповідань, есе та окремих статей і розвідок, зокрема біографії Пророка Мухаммеда (1936).
Головний і найбільший внесок аль-Хакіма у сучасну єгипетську літературу — його п'єси, за що він справедливо вважається одним із зачинателів єгипетської і арабської драми. Тематика творів Тауфіка аль-Хакіма — актуальна для сучасного йому Єгипту, лишається живою і в наші дні.
Творчість Тауфіка аль-Хакіма вплинула на подальший розвиток єгипетської та арабської літератури, зокрема драматургії.
З понад 50 книг оповідань, романів, драм і нарисів, деякі стосуються наукової фантастики. У 1947 році він опублікував своє перше науково-фантастичне оповідання — «У рік мільйонний» («Fi sana malyun»). У центрі сюжету книги «Подорож до завтра» («Rihla ila al-ghad», 1950) — релятивістська подорож у часі протягом міжзоряного польоту. Проте найцікавіші науково-фантастичні твори Тауфік ель-Хакіма є п'єсами. Дві одноактні п'єси також присвячені науково-фантастичній темі: «Поет на Місяці» («Shair ala al-qamar», 1972) і «Місяць виставляє рахунки» («Taqrir qamari», 1972). Перша використовує науково-фантастичну метафору у творі про боротьбу мистецтва за утвердження свого місця в суспільстві. Друга розповідає про двох інопланетян, які пишуть звіт про життя на Землі.

## Твори[5]
- A Bullet in the Heart, 1926 (п'єси)
- Leaving Paradise, 1926 (п'єси)
- The People of the Cave, 1933 (п'єса)
- The Return of the Spirit, 1933 (роман)
- Sharazad, 1934 (п'єса)
- Muhammad the Prophet, 1936 (біографія)
- A Man without a Soul, 1937 (п'єса)
- A Sparrow from the East, 1938 (роман)
- Ash'ab, 1938 (роман)
- The Devil's Era, 1938 (філософські оповідання, притчі)
- My Donkey told me, 1938 (філософські есе)
- Braxa/The problem of ruling, 1939 (п'єса)
- The Dancer of the Temple, 1939 (оповідання)
- Pygmalion, 1942
- Solomon the Wise, 1943
- Boss Kudrez's Building, 1948
- King Oedipus, 1949
- Soft Hands, 1954
- Isis, 1955
- The Deal, 1956
- The Sultan's Dilemma, 1960
- The Tree Climber, 1966
- The Fate of a Cockroach, 1966
- Anxiety Bank, 1967
- The Return of Consciousness, 1974

У СРСР обмежено перекладались і видавались твори аль-Хакіма, звичайно російською. Так, крім низки оповідань у антологіях, 1959 року світ побачила окрема книга автора.